# 鉤藤
钩藤（学名：Uncaria tomentosa，英文Cat's Claw），是一种常绿藤本植物，因为枝条上的钩形似猫爪，所以在美洲地区称为Uña de gato（意为猫爪）。高可达10m-15m。
香港的科學家葉玉如教授首先在鉤藤的鉤藤鹼有機會舒緩阿爾茨海默症。

## 分布
主要分布于陕西、安徽、浙江、江西、福建、湖北、湖南、广东、广西、四川、贵州、云南等地。
此外还分布于美洲，如亚马逊雨林地区。

## 延伸阅读
[在维基数据编辑]
 《植物名實圖考·鉤藤》，出自吳其濬《植物名實圖考》